# Gubbängen (stacja metra)
Gubbängen – powierzchniowa stacja sztokholmskiego metra, leży w Sztokholmie, w Söderort, w dzielnicy Gubbängen (dzielnica administracyjna Farsta). Jest jedną ze stacji na zielonej linii metra (T18), położoną między Tallkrogen a Hökarängen. Dziennie korzysta z niej około 4 200 osób.
Stacja znajduje się równolegle na zachód od Lingvägen. Ma dwa wyjścia, północne zlokalizowane jest przy Herrhagsvägen, a południowe przy Gubbängstorget i Knektvägen. 
Otworzono ją 1 października 1950 (jako 10. stację w systemie) wraz z pierwszym odcinkiem metra Slussen–Hökarängen. Ma jeden peron.

## Sztuka
- Väktare, dwie brązowe rzeźby w centralnej części peronu, Ragnhild Alexandersson, 1994[3]

## Czas przejazdu
| Linia | Stacja        | Czas przejazdu | Stacja                                                   | Czas przejazdu                    |
| T18   | Alvik         | 32 min         | Skärmarbrink Gullmarsplan Slussen Gamla stan T-Centralen | 8 min 10 min 14 min 15 min 19 min |
| T18   | Farsta strand | 7 min          | Skärmarbrink Gullmarsplan Slussen Gamla stan T-Centralen | 8 min 10 min 14 min 15 min 19 min |

## Otoczenie
W najbliższym otoczeniu stacji znajdują się:
- Gubbängsparken
- Gubbängens idrottsplats
- Gubbängens idrottshall
- Internationella Engelska skolan
- Gubbängs hallen
- Gubbängs skolan
- Gubbängs badet
- Gubbängens bollplan
- Kościół
- Judiska församling södra begravningsplats (kirkut)